# ルイス・ベーマー

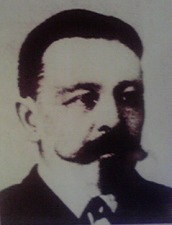
清華亭展示より転写

ルイス・ベーマー（Louis Boehmer, 1843年5月30日 - 1896年7月29日）は、明治初期のお雇い外国人（ドイツ系アメリカ人）。開拓使に雇用され10年の長きに亘りリンゴなどの果樹栽培やビール用ホップの自給化、各種植物の生育指導などで北海道の近代農業発展に貢献した。ドイツ北部・ハンブルク近郊のリューネブルク生まれ。

## 経歴
リューネブルク市内のギムナジウム卒業後、宮廷庭師の下で修業を積みハノーファーの王室造園所などに勤務し王室の庭園への就職を目指していたが、1867年普墺戦争勃発による戦禍を避けてアメリカ合衆国に渡り、ニュージャージーを振り出しに上級園芸家として各地の造園業者の下で働いた後、定住を決意しニューヨーク州ロチェスターのマウント・ホープ・ナーセリー（1840 - 1918）に就職した。
1871年（明治4年）1月に渡米した開拓次官の黒田清隆の要請に応えて開拓使顧問に就いたホーレス・ケプロンは知人の園芸商ピーター・ヘンダーソンが推薦するルイス・ベーマーを果樹園芸、植物生育分野の技術者として雇用した。1872年（明治5年）来日後開拓使で北海道の西洋農業化に貢献した。

### 東京青山官園へ
開拓使の草木培養方として雇われたルイス・ベーマーはサンフランシスコから船名 "Japan" に乗り1872年3月26日（明治5年2月18日）横浜に着いた。
東京青山の官園が勤務地であったが、この官園は外国（主にアメリカ）から輸入した家畜や草木を一旦根付かせその後北海道へ移送する為の中継基地の役割を担っていた。
10万坪を超える広大な官園には、小麦や大麦、豆類などの雑穀やアスパラガス、人参、玉葱、馬鈴薯などの野菜、リンゴやサクランボ、ブドウ、梨、桃といった果樹がたくさん植えられた。ルイス・ベーマーは農作物を主体とした第一・第二官園（現在の青山学院大学の一帯）の主任として指導に当たっていたが、ベーマー着任の1年後に牛や馬、豚、羊など家畜の飼育を行う第三官園の主任としてアメリカらやってきたエドウィン・ダンと交友を深めた。
ケプロンが "government farm" と呼んだ官園は外国の農業技術を導入するための施設として、ルイス・ベーマー等の外国人指導者による技術者養成をはじめ、試験や実験、啓蒙や普及といった活動も行われていた。そこに学んだのは主に農業現術生徒と呼ばれる若者であった。彼らは農家の出身ではなく、つい数年前まで各藩で将来を嘱望されて文武に励んでいた若者達で、明治新政府によって全国から集められた。
例えば明治5年（1872年）第一期生として入園した中田常太郎（当時30歳）は、東北戊辰戦争に敗れて捕らえられ北海道に移送された後明治4年（1871年）に余市に入植した旧会津藩の武士の一人であったが、彼の様に逆賊と呼ばれた無念な思いを断ち切り新政府の農業研修制度に応募する若者も多かった。
ベーマーはこうした現術生徒を指導しながら、アメリカから持ち込み一旦青山官園に仮植されたリンゴの苗木を札幌や七重村（現七飯町）の官園へ移送する作業に取り掛かった。

### 北海道へ植物相調査旅行
1874年（明治7年）5月19日ルイス・ベーマーはケプロンの指示をうけ、北海道に向け蒸気船ニューヨーク号で出帆し、21日に函館に上陸した。その後10月19日蒸気船雷電丸で離道するまでの5ヶ月間全道各地を精力的に廻り植物相の調査や標本の採集を行ったが、途中沙流郡のアイヌ集落周辺でホップが自生しているのを発見し北海道におけるホップ栽培が有望であると判断したことが、後の札幌に於けるビール工場開設に寄与した。
札幌官園に立ち寄ったベーマーは、翌1875年（明治8年）から始まる果樹苗の一斉配布に供えて現術生徒等に接ぎ木の方法や栽培の要点を細かく指導した。
同年12月24日付けでベーマーがケプロンに提出した北海道本草採集報文に添えられた約500種類の押し花標本は、ケプロンの指示でニューヨークの植物学の権威エイサ・グレイ教授に送られ検定された後ハーバード大学に保管された。1875年（明治8年）ケプロンは任期満了で帰国したが、その翌年の1876年（明治9年）にこれらの標本は日本に返還され東京大学付属植物標本室に保管され、今もその一部が残されている。
東京官園に戻ったベーマーは果樹の中でもリンゴが北海道の気候風土に最も適していると判断し、4万本に及ぶ苗木の受け入れと北海道への移送の準備に励んだ。

### 札幌へ転勤
実践的指導に優れていたベーマーは1876年（明治9年）札幌官園への移動を命じられ、エドウィン・ダンと共に同年5月22日品川から玄武丸に乗り出帆した。
同年7月には米国マサチューセッツ農科大学を一次休職したウイリアム・スミス・クラークが札幌農学校（北海道大学の前身）教頭に就任した。

## 業績

### 北海道開拓使
1876年（明治9年）9月国内で初の官営ビール工場である開拓使麦酒醸造所（後のサッポロビール）が札幌に開業した。開拓使はドイツで醸造技術を習得した中川清兵衛（1848－1916）を主任技師に迎えて開業したが、ビールの味の決め手となるホップの栽培をベーマーが実現しなければ叶わなかったことである。現在の札幌駅前から時計台の当たりまでの一帯は広大なホップ畑であった。
また開拓使は葡萄酒醸造所の開設も同時に行ったが、葡萄の品種選定や葡萄園作りはベーマーの主要な任務であった。

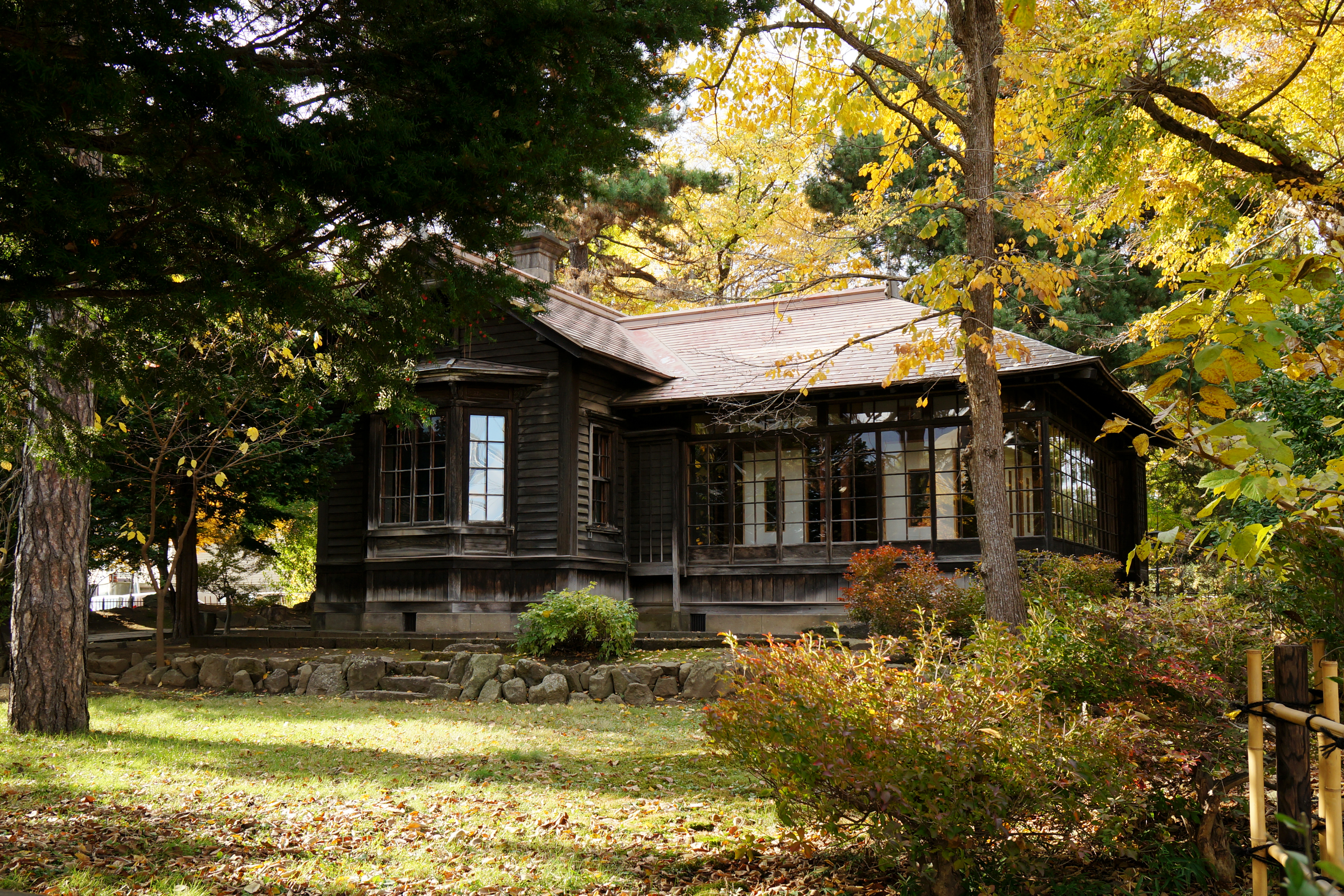
清華亭前庭

札幌官園に着任したベーマーは早速に本格的な洋風温室を設計し、1876年（明治9年）11月、ガラス張り・ボイラー付きの豪華な温室が完成した。その後温室は一般にも公開され多くの市民に親しまれたが1878年（明治11年）2月にクラークの希望を受け札幌農学校に移管され専ら学術研究に供される事となり、その後1886年（明治19年）には現在の北大植物面内に移築された。
優れた園芸家でもあるベーマーは、札幌で最初の公園となる偕楽園内に和洋折衷の庭園建設を指導しているが、これが現存する清華亭の前庭である。
ベーマーの功績の中でも最も高く評価されるのはリンゴの生育指導であったが、1875年（明治8年）から全道に配布された苗木も着実に成長し、1879年（明治12年）には余市や札幌などからリンゴの初なりの報告が相次いでなされた。当時のリンゴは「六十六号」や「二十四号」など番号で呼ばれていたが、この番号は東京から札幌に送る際に品種名の代わりに付けられた数字で、ベーマーによって作られた「西洋果樹種類簿」によって管理されていた。
ちなみに1879年（明治12年）余市で結実された俗称「四十九号」は後に「国光」と命名されているが、最初の生産者の金子安蔵は1874年（明治7年）現術生徒（当時24歳）になりベーマーやダンから直接指導を受けた旧会津藩出身者である。
1880年（明治13年）、翌年の明治天皇の札幌訪問に備えて宿舎となる豊平館の建設工事が現在の札幌テレビ塔周辺で始まったが、この豊平館の庭の設計もベーマーによるものである。この時この庭園工事を手伝った上島正（1838－1919）は、ベーマーの指導を受けて花菖蒲の人工交配に成功し「我邦に於ける花卉媒助の鼻祖」と称され、その技術を様々な花卉の採種に応用して巨利をえた。上島の庭園（東皐園）で作られた花菖蒲はその後アメリカに輸出される事になるが、1882年（明治15年）に開拓使廃止によって横浜に移り園芸種の輸出入業を営む事となるベーマーがそれを支えた事が容易に想像される。
こうして、野菜や花卉、果樹や穀類など多くの有用な作物を短期間で北海道に定着させ、その後の発展の基礎を築いたルイス・ベーマーの業績は賞賛されて余りあるものがある。

### 横浜ベーマー商会
1882年（明治15年）開拓使の廃止にともないベーマーは同年3月12日来道時と同じ玄武丸で函館を後にした。同年4月30日をもって開拓使との契約は満了したが、就任期間10年3ヶ月はお雇い外国人としては2番目に長いものであった。この間ベーマーが妻帯していたという記録は残されていない。同年4月27日、横浜のブラフ28番（番地）に転居届けを出したベーマーはここで輸出入園芸業のベーマー商会を設立した。
ベーマーは本格的温室を建設し日本産植物の輸出と並行して西洋花卉の輸入培養を行うとともに、日本人の鈴木卯兵衛を仕入主任（番頭）に雇い、百合根貿易に力を注いだ。アメリカ、カナダ、ドイツ、イギリスと次々に販路は拡大されベーマー商会は大いに潤った。当時生糸や茶など代表的な産品は外国商館を経なければ輸出できず自ずと日本側の利益は薄いものであったが、鈴木卯兵衛等は会社（後の横浜植木株式会社）を起こし、ベーマー商会の名義を活用してアメリカへの百合根輸出を始めた。
関税自主権のなかったこの時代に直貿易に近い形で日本側が厚い利益を取れたのは、日本贔屓で情誼に厚いベーマーの存在が大きかった。
横浜に移り住んで12年、園芸商として成功を遂げたベーマーであったが、体調を崩しドイツで療養することとなり、2年前から共同経営者になっていたアルフレッド・ウンガーにベーマー商会を譲り、1894年10月13日英国船Ancona号で離日した。そして1896年7月29日、療養地ブラッケンブルクで53年の生涯を閉じた。